# Scopula tricincta
Scopula tricincta är en fjärilsart som beskrevs av W. Warren 1906. Scopula tricincta ingår i släktet Scopula och familjen mätare. Inga underarter finns listade.